# Philipp Forchheimer
Philipp Forchheimer (* 7. August 1852 in Wien; † 2. Oktober 1933 in Dürnstein, Niederösterreich) war ein österreichischer Hydrologe und Ingenieur.

## Leben und Werk
Philipp Forchheimer war der Sohn des Numismatikers Eduard Forchheimer (1820–1907).
Er war Professor in Istanbul (1891–1917), Aachen und Graz (1894–1914). An der Technischen Universität Graz war er 1896–1897 Rektor.
Philipp Forchheimer war 1880 dem Verein Deutscher Ingenieure (VDI) und dem Aachener Bezirksverein des VDI beigetreten.
Er war ein Pionier auf dem Gebiet des Tiefbaus und der praktischen Hydraulik. Er führte die mathematische Methodik in die Hydraulik ein und stellte diese damit auf eine wissenschaftliche Basis. Insbesondere wandte er die Laplace-Gleichung auf die Berechnungen des Grund-Wasserflusses an und leitete so Brunnenformeln her. In der Forchheimer-Gleichung erweiterte er die Darcy-Gleichung für Grundwasserströmung um einen Turbulenzterm. Neben seiner Lehrtätigkeit war er als Berater von Bauprojekten tätig. Er machte Vorschläge für den Bau eines Tunnels unter dem Ärmelkanal.
Im Jahr 1933 wurde in Wien-Liesing (23. Bezirk) die Forchheimergasse nach ihm benannt.

## Veröffentlichungen (Auswahl)
- Hydraulik. In: Enzyklopädie der mathematischen Wissenschaften 1905, S. 324 ff. (Digitalisat).
- Lehr- und Handbuch der Hydraulik. 5 Bände. 1914–1916.
- Geschiebebewegung in Flüssen. In: Zeitschrift für Bauwesen. Nr. 7, 1923, S. 212–216 (zlb.de).